# アブー・イスハーク・サーヒリー

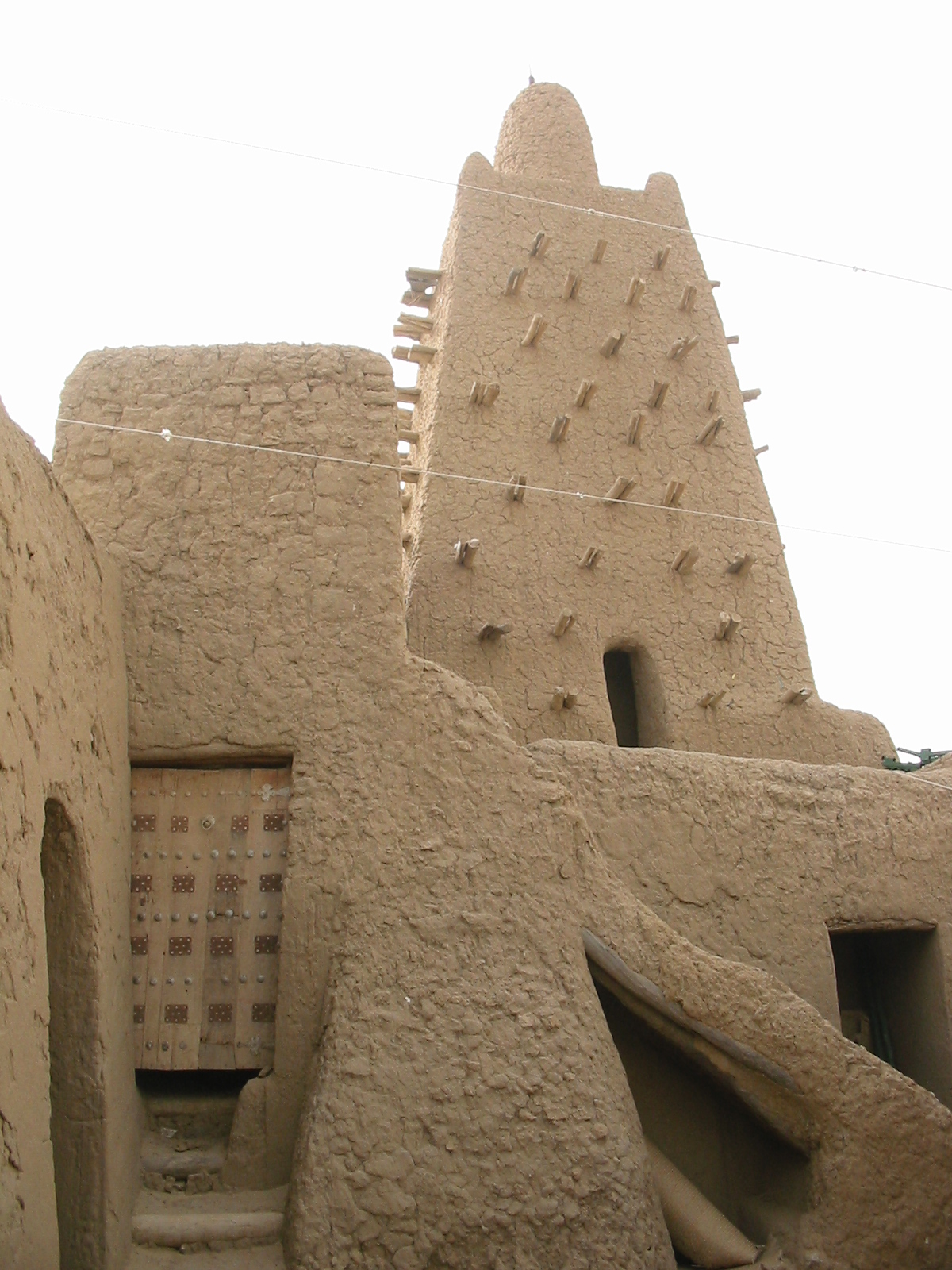
ジンガレイベル・モスク（ユネスコの登録世界遺産）

アブー・イスハーク・イブラーヒーム・サーヒリー（Abou Ishaq es-Sahéli）は、13世紀末のアンダルスに生まれ、14世紀前半にマリ王国で活躍した詩人、建築家。かつてはよく「マリに北アフリカの建築を伝え、スーダーン様式と呼ばれる建築様式の祖になった」と言われていたが、ジェンネなどにおける考古学的発掘調査の結果、13世紀よりも前からスーダーン様式で建物が建てられていたことが判明し、以後は、ほとんど支持されない説となっている。

## 生涯
サーヒリーは1290年にムスリム支配下のアンダルスで生まれた。1322年に浮浪の罪でグラナダを追放された。そこで彼は、アルムニェカルの港から船に乗ってメッカ巡礼に出発した。ダマスカス、バグダード、イエメンを回って、メッカに向かうつもりだったが、途中で立ち寄ったカイロで彼は、古代エジプト建築に夢中になった。
サーヒリーは1324年にメッカ巡礼を果たすが、その際にマリの王、ムーサー（マンサ・ムーサ）と知り合いになる。サーヒリーはムーサーの帰国の旅路に同伴し、ビラード・スーダーンに行った。ムーサーはサーヒリーにトンブクトゥやガオにおけるモスクの建設をサーヒリーに任せ、サーヒリーはこれに応えて1325年にトンブクトゥのジンガレイベル・モスク（ユネスコの登録世界遺産）を建てたとされる。サーヒリーは1337年にマンサ・ムーサーの名代としてファース（フェズ）に赴いた。その後、1346年にトンブクトゥで死去した。
イブン・ハルドゥーンは次のような逸話を伝えている:216-218。「ムーサーはマリの首都ニアニの王宮の内側に、広く臣民の声を聴くための建物を建設することを欲した。サーヒリーはこれに応えて才能のすべてを傾けて見事な接見の間を有する二階建ての宮殿を建設した。宮殿はムーサーの希望通りに漆喰と石のタイルで覆われ、上の階の窓枠は銀で、下の階の窓枠は金で装飾されていた。また、色とりどりのアラベスクで装飾されたドームも付属していた。マリでは建築学が知られていなかったのでムーサーはことのほか喜び、サーヒリーに褒美として12,000ミスカールの砂金を与えた」:216-218。19世紀以後、ヨーロッパ人が西アフリカ内陸部に入り込むようになり、イブン・ハルドゥーンが記述したような宮殿もしくは宮殿跡を探したが見つからなかった。中世マリ史の研究者、D. T. ニアヌは、スーダーン様式は練り土に藁を混ぜたものを建築の材料に使うので、長年の雨の作用で王宮が元の土塊へと戻ったのではないかと推測している:216-218。
サーヒリーは西スーダーンで子供も儲け、その子孫はワラータに住んだ。
サーヒリーの詩作品は伝存していないが、同時代のグラナダの歴史家、イブン・ハティーブが賞賛している。